# Noorddijk
Noorddijk (52° 38′ N, 4° 55′ L) é uma cidade dos Países Baixos, na província de Holanda do Norte. Noorddijk pertence ao município de Koggenland, e está situada a 7 km sudeste de Heerhugowaard.
A área de Noorddijk, que também inclui as partes periféricas da cidade, bem como a zona rural circundante, tem uma população estimada em 420 habitantes.